# 森帕赫湖
47°8.6667′N 8°9.1′E / 47.1444450°N 8.1517°E

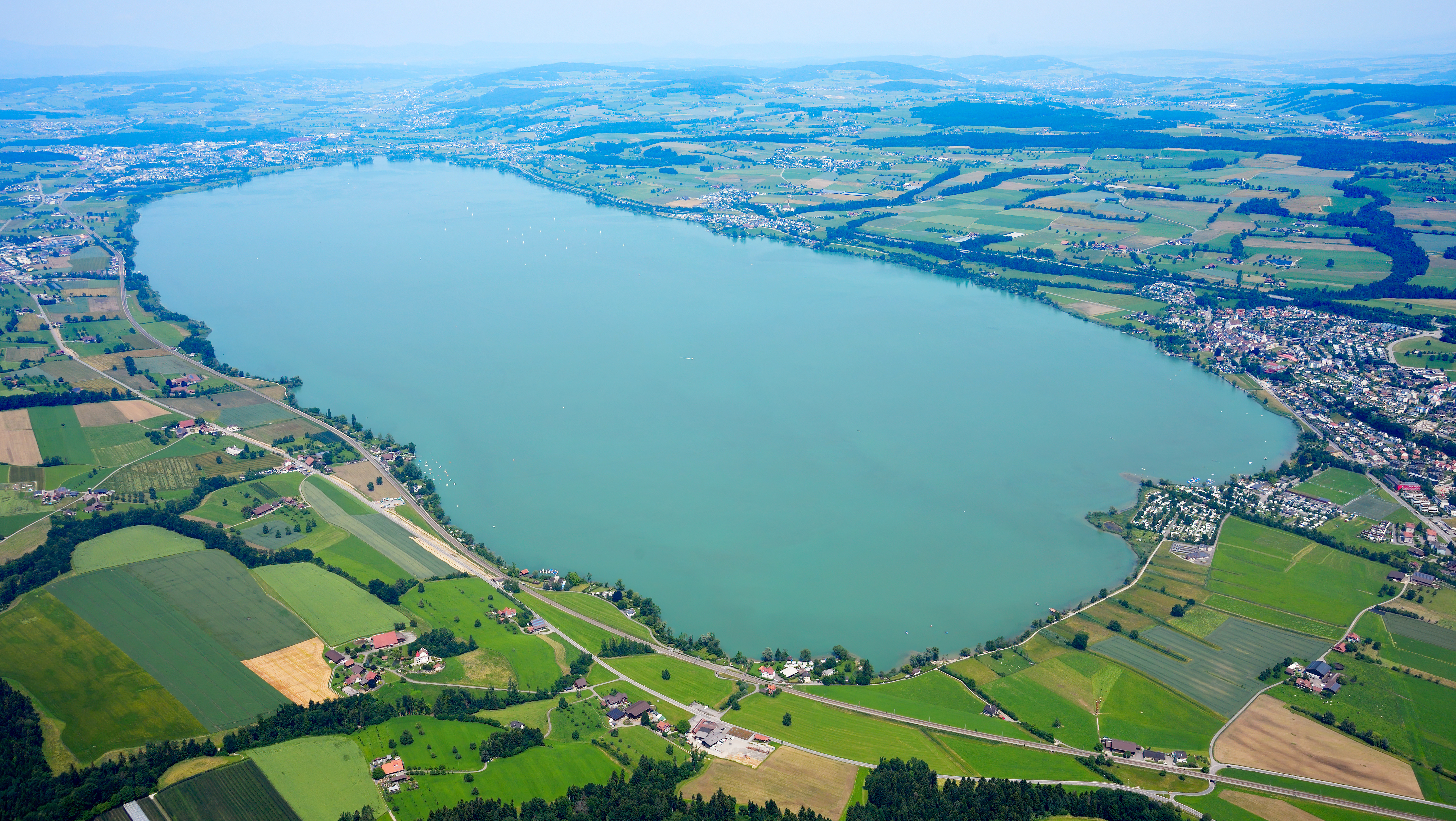

森帕赫湖是瑞士的湖泊，位於該國中部琉森州，長7.5公里、寬2.1公里，面積14.5平方公里，海拔高度503.77米，平均水深44米，最大水深87米，蓄水量0.66立方公里，湖畔城鎮有森帕赫。

## 外部連結
- Sempachersee （页面存档备份，存于） （德文）
- http://www.sempachersee.ch （页面存档备份，存于） （德文） Information about the municipalites on the lake
- Waterlevels Lake Sempach （页面存档备份，存于） at Sempach